# Batus hirticornis
Batus hirticornis är en skalbaggsart som först beskrevs av Leonard Gyllenhaal 1817.  Batus hirticornis ingår i släktet Batus och familjen långhorningar.
Artens utbredningsområde är Paraguay. Inga underarter finns listade.